# Кондолиза Рајс
Кондолиза Рајс (14. новембар 1954) је америчка политичарка, која је била 66. по реду државна секретарка САД у администрацији Џорџа В. Буша. На том положају је 26. јануара 2005. заменила дотадашњег државног секретара Колина Пауела који је поднео оставку.

## Биографија
Рајсова је рођена као једино дете двоје педагога у сегрегационом крају у Бермингхаму, у америчкој држави Алабама. Њен отац, свештеник Џон В. Рајс водио је вестминстерску презвитеријанску цркву коју је основао њен деда. Њена мајка, Анџела Реј, била је наставница у афроамеричкој средњој школи у Бирмингему. Рајсова је била изузетно добар студент. Похађала је осми разред са 11 година. За само годину дана завршила је последњу годину средње школе и прву годину колеџа.
Године 1974. са 19 година стекла је диплому другог степена (Фи Бета Капа) из политичких наука на Универзитету у Денверу. Ментор Рајсове, Џозеф Корбел, и отац бивше америчке државне секретарке Медлин К. Олбрајт, инспирисао ју је да напусти жељу да постане концертни пијаниста и уместо тога настави специјализацију на предмету Совјетски Савез и Источна Европа. «Русија ме је спасила од музичког као главног предмета», рекла је Рајсова у једном интервјуу.
Рајсова је магистрирала на Универзитету Нотр Дам 1975. године, а докторирала на Универзитету Денвер 1981. године. После тога, придружила се се наставном кадру које се бави политичким наукама на Универзитету Станфорд, на којем је радила као асистент за контролу наоружања и програм разоружања. Пет година касније отишла је у Вашингтон након што је добила стипендију Савета за спољне односе, за рад на програму стратегијског нуклеарног планирања, у Здруженом генералштабу америчке војске, који је водио адмирал Вилијам Кроу. Вратила се у Вашингтон по други пут 1989. године да би у Савету за националну безбедност радила као директор за совјетска И источноевропска питања. Тадашњи шеф у Савету био јој је Брент Скаукрофт. У време администрације председника Џорџа Буша Рајсова је такође постављена за специјалног саветника председника за питања националне безбедности и вишег директора за совјетска питања у Савету за националну безбедност. На овим положајима помогла је у увођењу демократских реформи у Пољској, а имала је и кључну улогу у формирању већег дела политике Бушове администрације у односу на бивши Совјетски Савез.
Године 1993. Рајсова је постала је први женски и уједно и најмлађи црни проректор на Универзитету Стенфорд. Бивше колеге са Станфорда звале су је «челична магнолија». Коит Баклер, сада заменик директора Института Стандфорд за међународне студије, рекао је да Рајсова «има предивно јужњачко понашање у позитивном смислу, које се огледа у изузетој љубазности, али истовремено поседује јаку личност. Она увек зна шта жели и екстремно је дисциплинована, како на личном тако и на професионалном плану».